# ثيودور أوبيرت
ثيودور أوبيرت (و. 1878 – 1963 م) هو سياسي، ومحامي، وكاتب سويسري، ولد في جنيف، توفي في جنيف، عن عمر يناهز 85 عاماً.

## مناصب
تولى منصب عضو المجلس الوطني السويسري
.

## التعليم
تعلم في جامعة جنيف
.